# Molinicos
Molinicos è un comune spagnolo situato nella provincia di Albacete, situato nella comunità autonoma di Castiglia-La Mancia.

## Geografia fisica

### Clima
- Temperatura media annuale 15,08 °C
- Temperatura media di gennaio: 6 °C
- Temperatura più bassa mai riscontrata: -
- Temperatura media luglio: 26 °C
- Escursione termica: 17,5 °C
- Precipitazioni:
  - Totale: 470 mm
  - Numero di giorni di precipitazioni: -

## Società

### Amministrazione

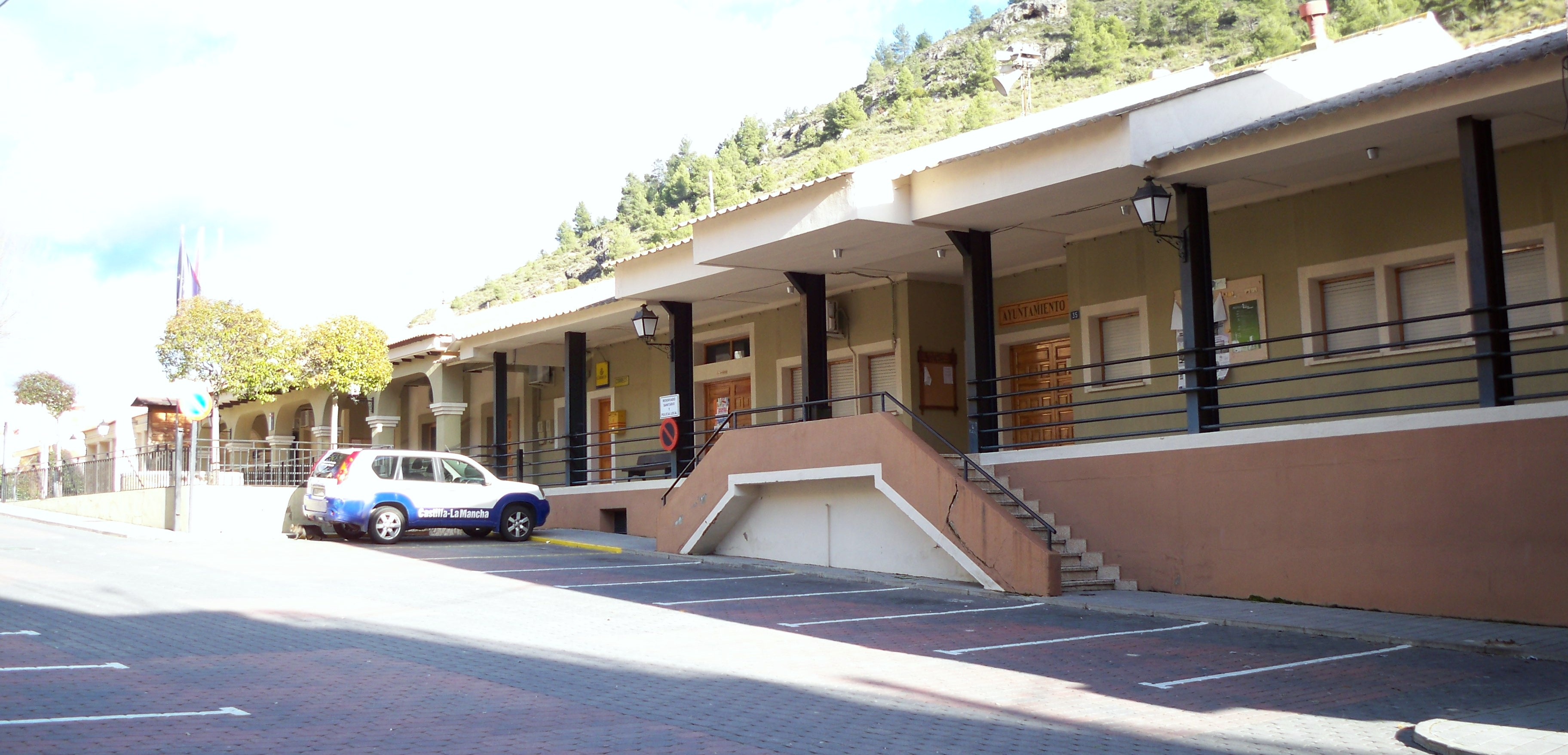
Comune di Molinicos

Molinicos, oltre al governo locale, comprende anche un Foro Partecipativo a cui concorrono associazioni di quartiere.

### Evoluzione demografica
Secondo dati dell'Istituto Nazionale di Statistica aggiornati al 1º gennaio 2010, Molinicos è un comune spagnolo di 1 060 abitanti circa.
| Andamento demografico tra il 1981 e il 2010 | Andamento demografico tra il 1981 e il 2010 | Andamento demografico tra il 1981 e il 2010 | Andamento demografico tra il 1981 e il 2010 |
| ------------------------------------------- | ------------------------------------------- | ------------------------------------------- | ------------------------------------------- |
| 1981                                        | 1991                                        | 2001                                        | 2010                                        |
| 2 084                                       | 1 613                                       | 1 288                                       | 1 060                                       |

### Eventi
- Dal 19 di marzo si festeggia San Giuseppe.
- Dal 30 agosto al 3 settembre si tiene la Feria de Molinicos. Ogni anno le strade di Molinicos si riempiono di persone armate di coraggio, disposte a correre davanti ai tori. Sebbene l'encierro sia l'attività più conosciuta, sono molte le attrattive previste in questi giorni.

## Galleria d'immagini

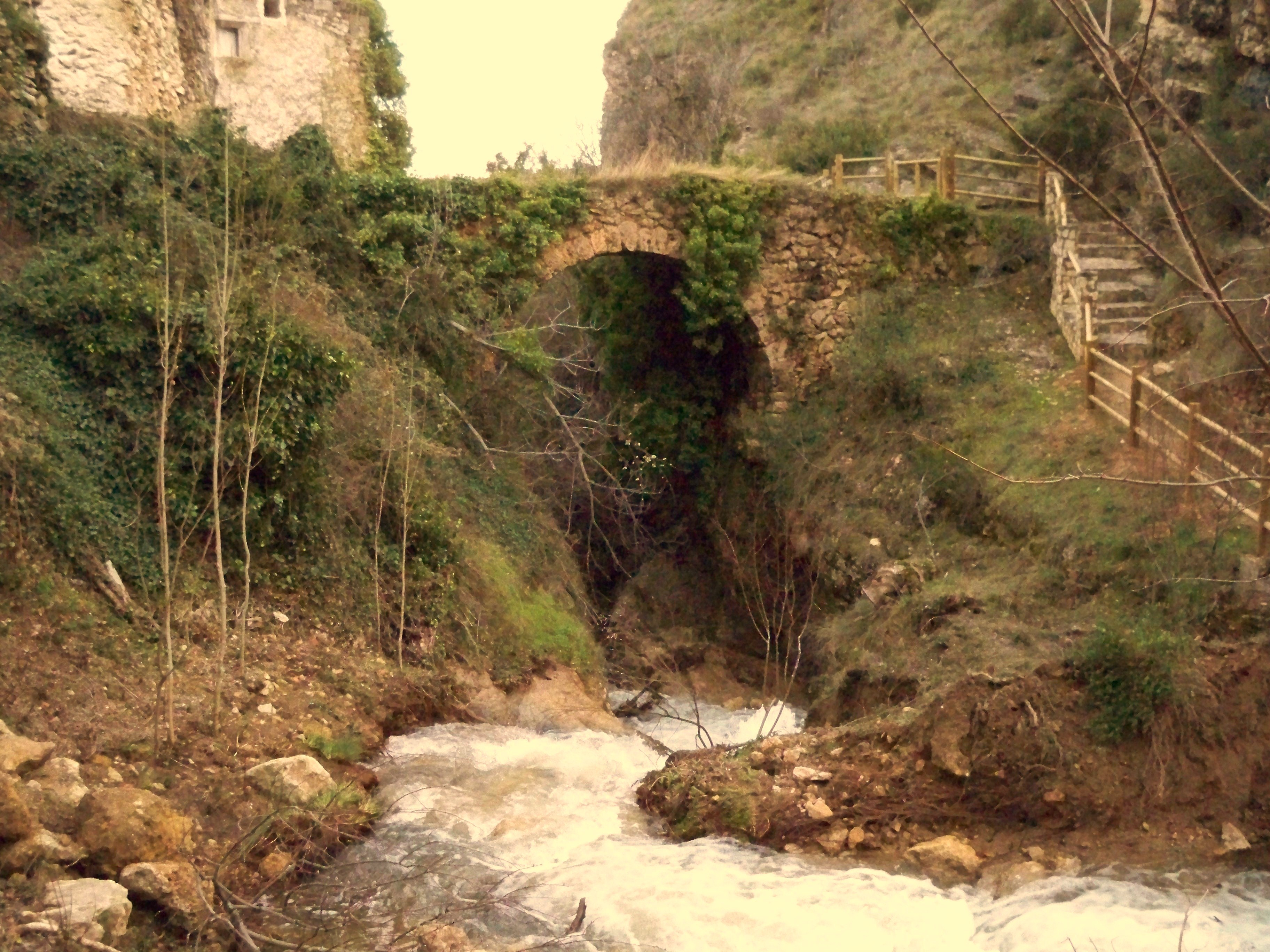
Acquedotto di Molinicos
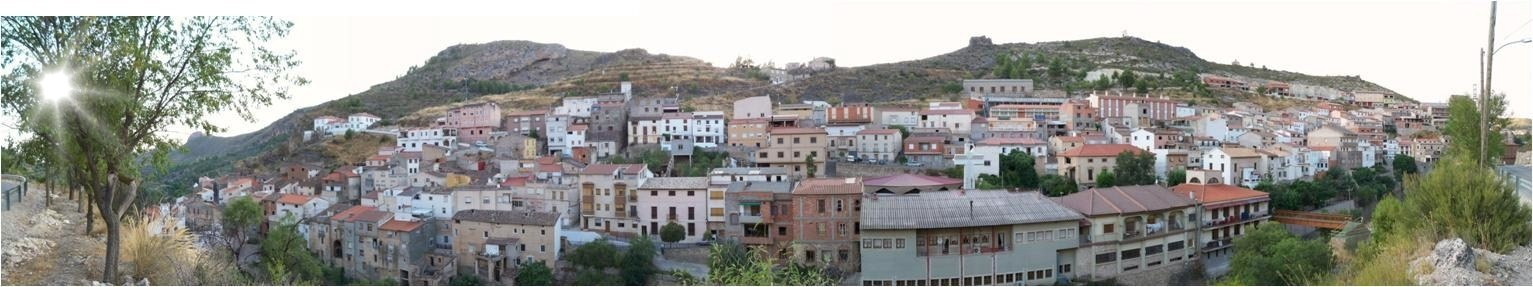
Panorama di Molinicos
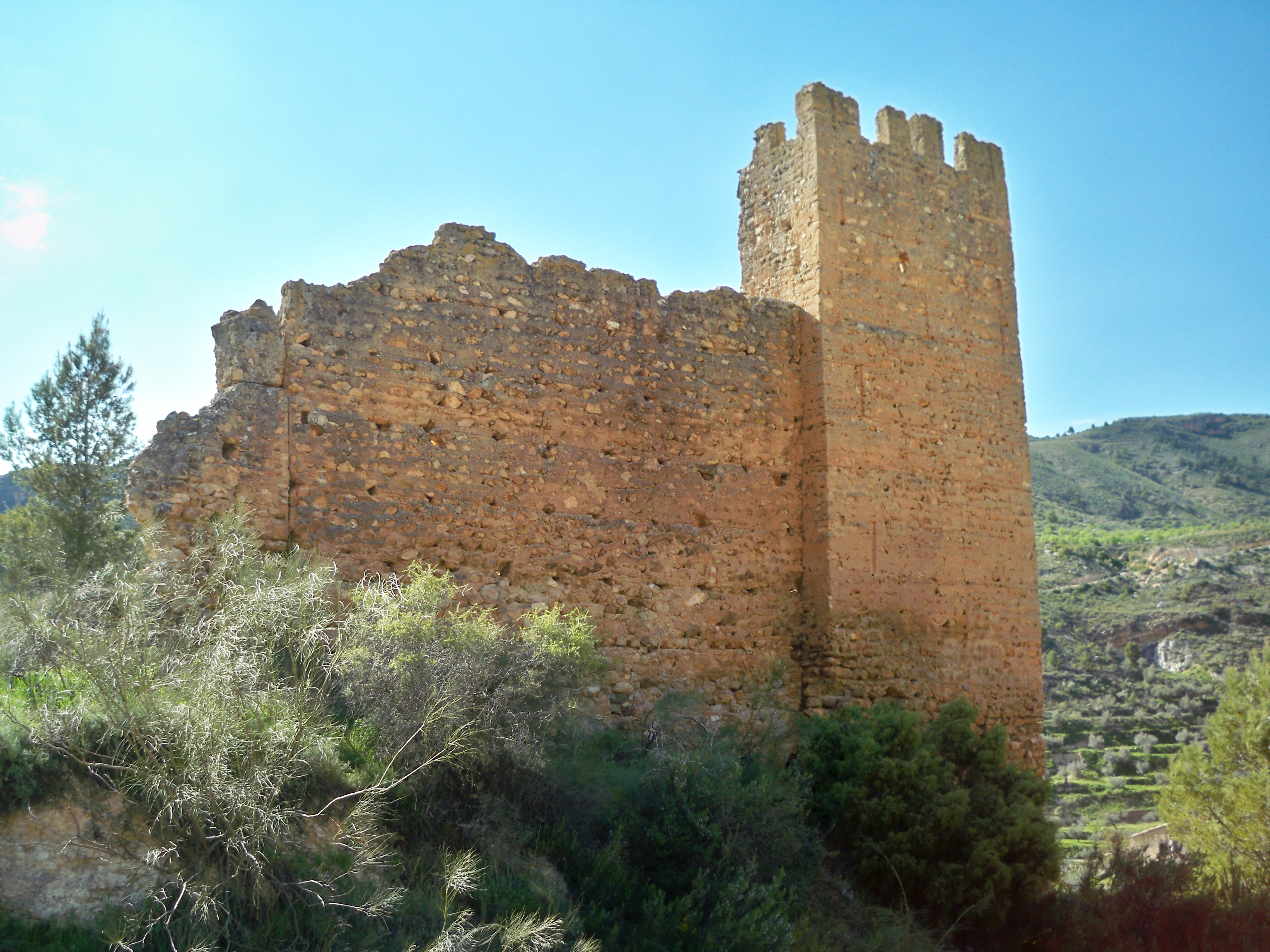
Castello di Molinicos
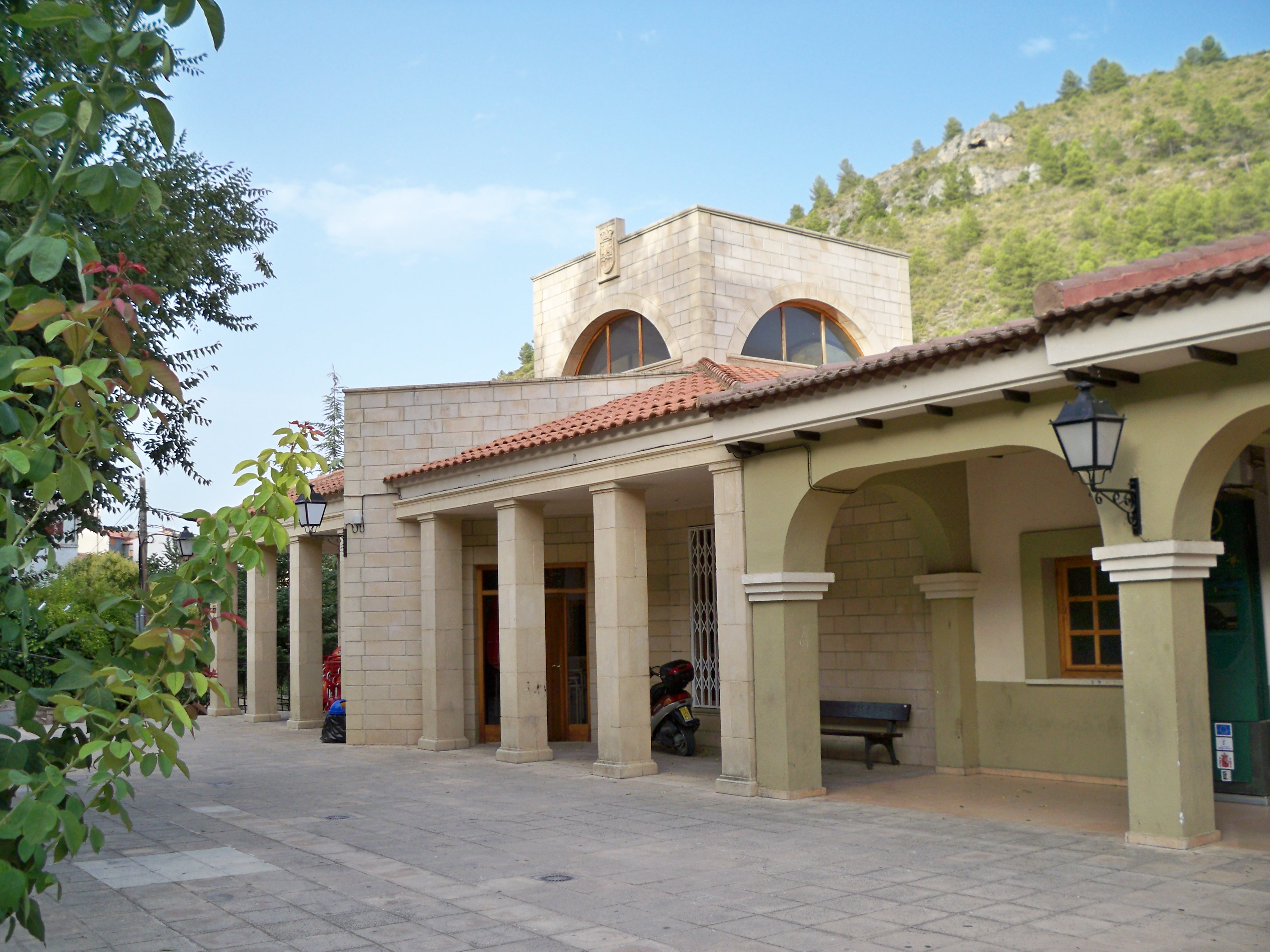
Casa di cultura di Molinicos
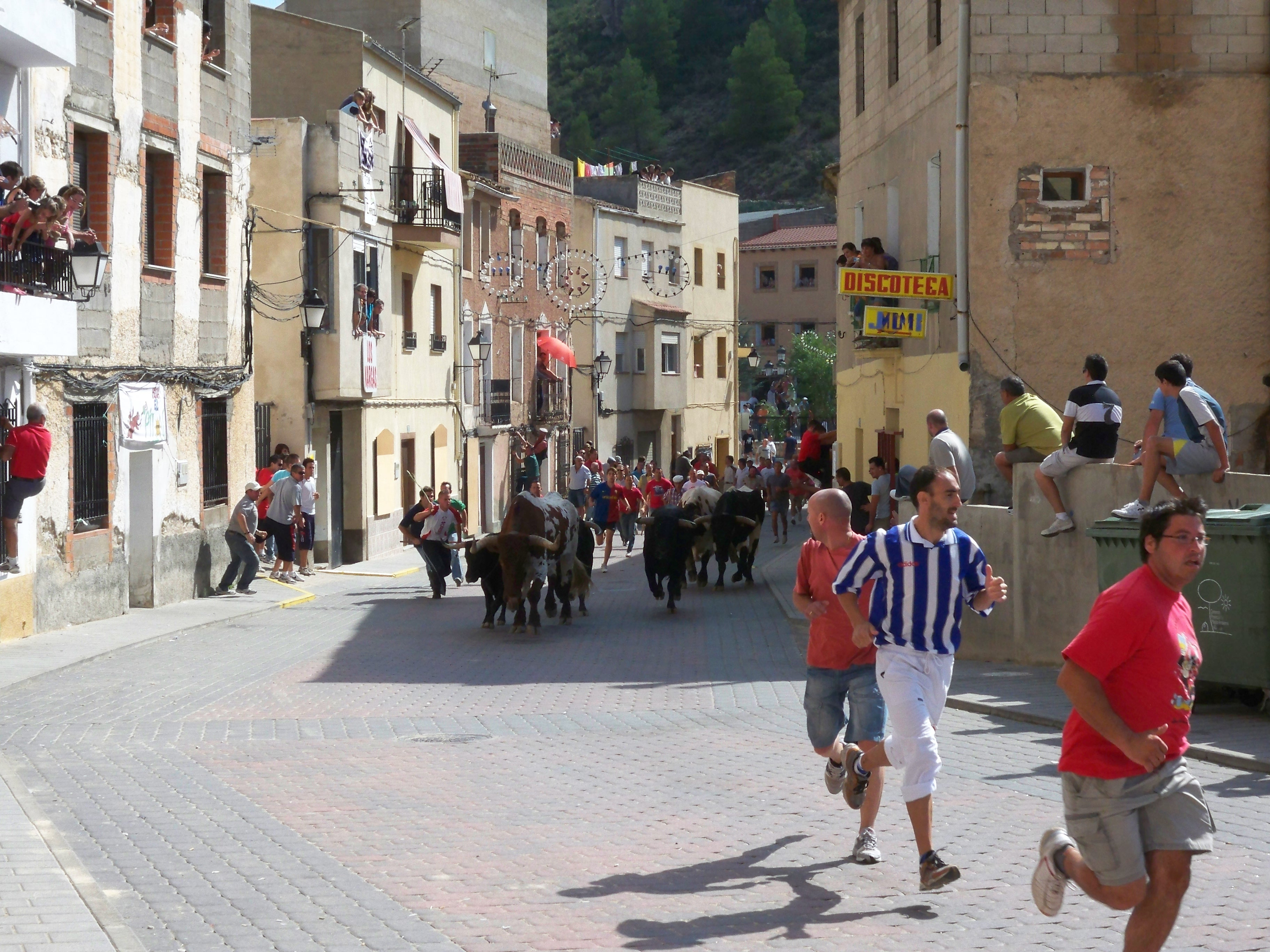
Secondo encierro di Molinicos del 2010 al passaggio per la Calle Mayor.